# قاسم حداد
قاسم حداد شاعر معاصر بحرینی، در سال ۱۹۴۸ به دنیا آمد، او یکی از بنیانگذاران «خانواده ادیبان و نویسندگان بحرین» در سال ۱۹۶۹ بود و تعدادی از پستهای مدیریتی در آن را به عهده گرفت. وی سردبیر مجله کلمات بود که در سال ۱۹۸۷ منتشر شد و عضو هیئت مؤسس گروه تئاتر اوال است. اشعار وی به تعدادی از زبان‌های خارجی ترجمه شده‌است.
حداد تا سال دوم متوسطه در مدارس بحرین تحصیل کرد. از سال ۱۹۶۸ تا ۱۹۷۵ برای کار به کتابخانه عمومی پیوست و سپس در سال ۱۹۸۰ در اداره فرهنگ و هنر در وزارت رسانه مشغول به کار شد. وی در تأسیس خانواده ادیبان و نویسندگان بحرین در سال ۱۹۶۹ مشارکت کرد و برخی از پست‌های مدیریتی را در آن عهده‌دار بود. وی سردبیر مجله کلمات بود که در سال ۱۹۸۷ منتشر شد و عضو هیئت مؤسس گروه تئاتر اوال در سال ۱۹۷۰ بود. وی از ابتدای دهه ۱۹۸۰ مقاله‌ای هفتگی با عنوان زمان نوشتن می‌نویسد که در تعدادی از مطبوعات عربی منتشر می‌شود. در مورد تجربه شاعرانه او تاکنون چندین پایان‌نامه در دانشگاه‌های عربی و خارجی و چندین بررسی انتقادی در روزنامه‌ها و نشریات عربی و خارجی منتشر شده‌است. اشعار وی به تعدادی از زبانهای خارجی ترجمه شده‌است. وی دو پسر و یک دختر با نامهای طفول - محمد - مهیار و دو نوه به نامهای آمینه و رمز دارد. در پایان سال ۱۹۹۷ از سوی وزارت رسانه مرخصی تمام وقت برای کارهای ادبی دریافت کرد.

## فعالیت‌ها
قاسم حداد در جشنواره‌ها و سمینارهای مختلف از جمله جشنواره المربد بغداد (۱۹۷۴)، دهمین جشنواره اصیله مراکش (۱۹۸۶–۱۹۸۷)، جشنواره جرش اردن (۱۹۹۷)، اولین کنفرانس اتحادیه نویسندگان لبنان (۱۹۸۴)، جشنواره خلاقیت قاهره، سمپوزیوم کار مشترک فرهنگی کویت / ریاض (۱۹۸۵)، نشست شعر عرب فرانسه - گرنوبل فرانسه / رباط مراکش (۱۹۸۶)، سمپوزیوم شعر در صدمین سالگرد دانشگاه جرج تاون واشینگتن (۱۹۸۹)، سمپوزیوم انتفاضه فلسطین صنعا (۱۹۸۹) و بسیاری از جشنواره‌های دیگر شرکت کرده‌است.

## آثار
قلب عشق
شرکت نمایندگی‌ها و توزیع کنندگان عرب - بحرین، خانواده ادیبان و نویسندگان در بحرین، چاپ اول آوریل ۱۹۷۰ - بیروت، طراح جلد - عبدالله محرقی، چاپ دوم - دارالربیعان - کویت تعداد صفحات -۱۹۸.

## خون دوم
چاپ اول - چاپ اول آوریل - سپتامبر ۱۹۷۵، دارالغد - بحرین، طراح جلد: عبدالله یوسف تعداد صفحات ۱۱۲.

## خروج سر حسین از شهرهای خائن
چاپ اول - آوریل ۱۹۷۲، دارالعودة - بیروت، طراح جلد: عبدالله یوسف، تعداد صفحات ۹۱.

## بشارت
شرکت نمایندگی‌ها و توزیع کنندگان عرب - بحرین، خانواده نویسندگان و نویسندگان در بحرین، چاپ اول آوریل ۱۹۷۰ - بیروت، طراح جلد: عبدالله محرقی، چاپ دوم - دارالربیعان - کویت تعداد صفحات -۱۹۸.

## نهروان
الرؤیة التشکیلیة: جمال هاشم، چاپ اول ۱۹۸۸، انتشارات شرقی - بحرین، چاپ دوم ۱۹۹۷، نمایندگی مطبوعات عربی - قاهره، صفحه ۱۰۴.

## وابستگی‌ها
چاپ اول ۱۹۸۲، دار فارابی - بیروت.

## قطعات
چاپ اول ۱۹۸۱، دار فارابی - بیروت، طراح جلد: سالوادور دالی، صفحات ۱۷۵.

## قیامت
چاپ اول ۱۹۸۰، دارالکلمه / دار بن رشد - بیروت، طراح جلد - خوان میرو، تعداد صفحات ۱۱۴.

## مجنون لیلی
(با همکاری هنرمند عراقی ضیاء العزاوی)، چاپ لندن، مجموعه ارابسک - لندن ۱۹۹۶.

## انزوای ملکه‌ها
چاپ اول ۱۹۹۲، خانواده ادیبان و نویسندگان - بحرین، (کتاب کلمات)، جلد: خالد الهاشمی، تعداد صفحات ۱۰۲.

## زره‌ها
چاپ اول - ۱۹۸۹، انتشارات توبقال - مراکش، جلد: رشید قریشی، تعداد صفحات ۱۷۷.

## درمان مسافت
چاپ اول ۲۰۰۰، دار تبر الزمان - تونس، ۳ نهج البقیع - غزاله ۲۰۸۳، تونس.

## مقبره قاسم
چاپ اول ۱۹۹۷، انتشارات کلمه - بحرین، جلد و نقاشی‌های داخلی ضیاء العزاوی.

## غیرممکن آبی
کتابی مشترک که با صالح العزاز عکاس سعودی نوشته شده‌است.

## غزال یکشنبه
چاپ اول ۲۰۱۰، انتشارات الغاوون - بیروت.

## سهم او در عشق
بیروت ۲۰۰۰- کارگاه امید (بیوگرافی شهر محرق)، بیروت. جادوگر من را بیدار کرد (با ترجمه انگلیسی - محمد الخزایی) بیروت ۲۰۰۴، چقدر زیبایی ای گرگ - بیروت - ۲۰۰۷، فتنه ای برای سؤال ۲۰۰۸.